# 토니 브룩스 (자동차 경주인)

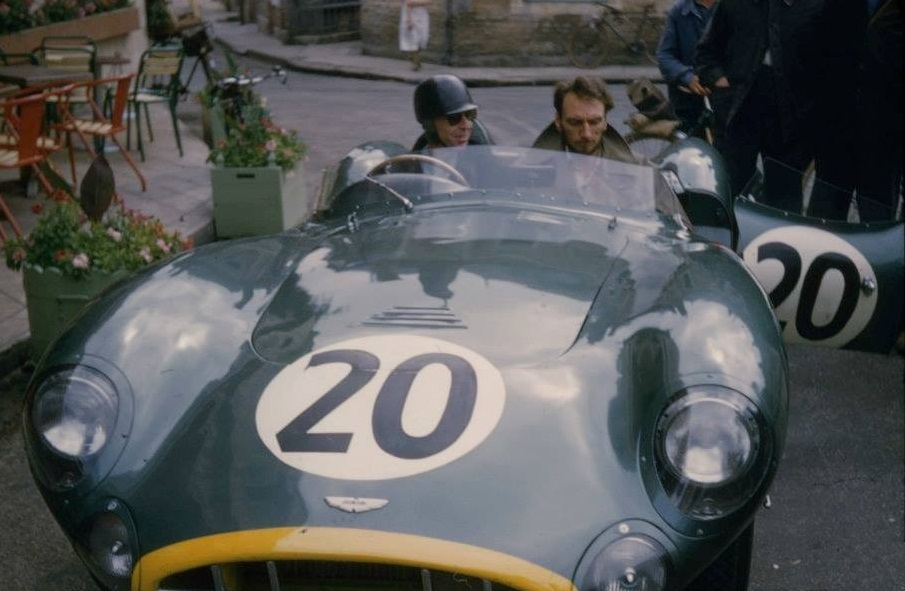
브룩스가 1957년 르망 애스턴 마틴 기지 밖에서 주차한 모습.

토니 브룩스(Tony Brooks, 본명: 찰스 앤서니 스탠디시 브룩스, Charles Anthony Standish Brooks, 1932년 2월 25일 ~ 2022년 5월 3일)는 영국의 레이싱 드라이버였다. "레이싱 덴티스트"로도 알려진 인물로, 1956년 7월 14일 처음으로 경쟁하여 39회 포뮬러 원 월드 챔피언십 그랑프리에 참가하여 6승, 10회 포디움 마감, 통산 75점을 획득했다. 그는 1958년 반월(Vanwall)과 함께 월드 드라이버스 챔피언십(World Drivers' Championship)에서 3위, 1959년 페라리와 함께 2위를 차지했다. 그는 또한 1923년 이후 그랑프리에서 영국 자동차를 타고 영국 운전자가 첫 우승을 차지했으며, 1955년 비챔피언십 경주에서 시러큐스에서 코너트(Connaught)를 운전했다. 2020년 스털링 모스(Stirling Moss)가 사망한 후, 2022년 사망하기 전까지 브룩스는 1950년대 이후 마지막으로 살아남은 그랑프리 우승자였다.